# Delectopecten vancouverensis
Delectopecten vancouverensis is een tweekleppigensoort uit de familie van de Pectinidae. De wetenschappelijke naam van de soort is voor het eerst geldig gepubliceerd in 1893 door Whiteaves.